# 斯丘厄冰川
82°55′S 157°40′E / 82.917°S 157.667°E
斯丘厄冰川（英語：Skua Glacier）是南極洲的冰川，位於奧次地的米勒嶺地區，是阿斯特羅冰川的南部支流，由新西蘭的探險隊繪入地圖，現時由南極條約體系管理。